# 至楽荘
至楽荘（しらくそう）は、千葉県勝浦市にある宿泊施設である。1934年に東京都小金井市の公立小学校を対象とした、臨海学校移動教室施設として建設された。

## 施設概要
成美教育文化会館公式サイト内の本施設紹介ページより。
東京都小金井市の公立小学校の移動教室（海）を対象とした宿泊施設である。東京学芸大学附属小金井小学校が設立した。
- 設立者：東京学芸大学附属小金井小学校[3][要検証 – ノート]
- 所在地：千葉県勝浦市鵜原920
- 最寄駅：鵜原駅
- 敷地面積：4,100 m2
- 延床面積：1,630 m2
- 構造：耐火性木造一部2階建
- 宿泊定員：180名

### 施設内容
- 客室：全16室（14畳）
- 多目的室：133 m2
- 大食堂
- 大小浴室（男女別）
- 室外温水シャワー
- 水洗トイレ